# Protesty w Serbii (2017)
Protesty w Serbii – protesty przeciwko rzekomemu sfałszowaniu wyników wyborów prezydenckich, które rozpoczęły się 3 kwietnia 2017 roku.
Demonstracje zaczęły się już dzień po wyborach, gdy ogłoszono ich wyniki i odbywały się w kolejnych dniach. Protestujący zwoływali się przez media społecznościowe. Demonstranci zarzucali Vuciciowi sfałszowanie wyników wyborów prezydenckich, w których ten odniósł zwycięstwo już w pierwszej turze. Liczne demonstracje odbywały się na ulicach Belgradu, Nowego Sadu, Niszu, Kragujewacu i innych ośrodków, a ich uczestnikami byli przede wszystkim studenci. Protestujący domagali się powtórzenia wyborów, wyboru nowej komisji wyborczej i dymisji władz telewizji publicznej.